# カタロニア (双胴船)
カタロニア（Catalonia）は、インキャット社によって建造された高速フェリー。波浪貫通型双胴船（ウェーブピアサー）である。

## 概要
カタロニアは1998年にインキャット社によって建造され、ウルグアイ・ラインによって運航された。1998年6月9日、カタロニアはマンハッタンからスペインのタリファ間5,029kmを3日7時間54秒、平均速力38.877ノット（72km/h）で横断し、ホバースピード・グレートブリテンの記録を破ってブルーリボン賞を受賞した。
その6週間後、同じくインキャット社建造のキャットリンク5に記録を更新され、現在はバルセロナ-マヨルカ島間の定期フェリーとして運航、船名もエクスプレス（HSC Express）に改名している。